# Эффект длины слова
Эффект длины слова (англ. word length effect) – мнемический эффект, проявляющийся в том, что списки коротких слов запоминаются лучше списков длинных слов.
Данный эффект имеет существенное значение для понимания механизмов работы памяти, а также для развития методов обучения, направленных на улучшение когнитивных функций человека.

## История появления термина
Важным открытием в изучении кратковременной памяти стали результаты экспериментов Джорджа Миллера, согласно которым человек способен одновременно помнить 7 ± 2 элементов. Миллер предположил, что объем кратковременной памяти постоянен, если ее измерять в количестве элементов, причем элемент является субъективно значимой единицей. Из-за субъективного определения элемента эта гипотеза по существу неопровержима, однако экспериментаторы принимали упрощающее предположение, что такими элементами для испытуемого являются слова, цифры и буквы. Следовательно, хотя гипотеза Миллера и неопровержима в отсутствие независимой меры элемента, имело смысл проверить более слабую версию, а именно, что емкость кратковременной памяти, измеренной в словах, должна быть постоянной независимо от размера и продолжительности используемых слов.
Исследования, изучающие влияние длины слова на объем памяти, в целом не подтверждают слабую версию гипотезы Миллера. Так, в работах Лохери, Лахмана и Дансеро и Стэндинга, Бонда и Смита сообщается о снижении производительности при выполнении задачи на объем памяти при использовании более длинных слов. Макворт в 1963 году обнаружил высокую корреляцию между скоростью чтения и объемом памяти для широкого спектра материалов, включая изображения, буквы, цифры, формы и цвета. Этот результат можно интерпретировать с точки зрения длины слова как определяющего фактора объема памяти, при этом скорость чтения является косвенным показателем длины слова. Ситуация, однако, осложнялась тем, что испытуемых в одних случаях просили называть картинки, а в других читать слова, так что неясно, обусловлен ли результат временем артикуляции или трудностями в обозначении  правильного слова.
Поэтому в 1975 году Бэддели, Томсон и Бьюкенен провели серию экспериментов, направленных, во-первых, на изучение влияния длины слова на объем памяти, во-вторых, на изучение относительной важности количества слогов и временной продолжительности слова как факторов, определяющих объем слова, и, в-третьих, на изучение вопроса, основан ли объем памяти на времени или на элементах.

## Описание эксперимента
В первом эксперименте использовались списки пяти длин, состоящие из последовательностей из четырех, пяти, шести, семи и восьми слов. Восемь последовательностей каждой длины были составлены из пула коротких слов и восемь из пула длинных слов. Все испытуемые были протестированы как на длинные, так и на короткие слова, и все получили последовательности в порядке возрастания длины списка. Половина испытуемых начали с набора длинных слов, а половина — с коротких. Слова зачитывались испытуемому с интервалом в 1,5 секунды, причем каждому списку предшествовало устное предупреждение «Готов». Испытуемым давалось 15 секунд, чтобы вспомнить слова устно в том порядке, в котором они были представлены. Испытуемым было разрешено ознакомиться с двумя наборами слов в начале эксперимента, и эти два пула оставались видимыми для испытуемых на карточках с подсказками на протяжении всего эксперимента. Результативность оценивалась по числу последовательностей, воспроизведенных правильно.
Результаты указали на то, что существует явное преимущество набора коротких слов, который встречается при любой длине последовательности. Однако можно утверждать, что многосложные слова имеют тенденцию лингвистически отличаться от односложных. В частности, используемые многосложные слова, как правило, имели латинское происхождение по сравнению с односложными, которые, по-видимому, состояли из более простых слов англосаксонского происхождения. Эксперимент II попытался обойти эту проблему, используя слова из одной категории – названия стран. Результаты также продемонстрировали явный эффект длины слова.
Однако во всех предыдущих экспериментах по изучению влияния длины слова смешиваются две основные переменные, а именно продолжительность произнесения слова и количество содержащихся в нем слогов. Для решения данного противоречия были созданы два пула слов, сопоставленных так, что один набор имел тенденцию иметь большую продолжительность при обычном произношении. Трехсторонний дисперсионный анализ показал значительное влияние длины слова.
Последующие эксперименты сравнивали эффективность наборов слов, которые совпадают по количеству звуковых единиц, но различаются по продолжительности. Испытуемые вспомнили в среднем 61,6 % длинных и 72,2% коротких слов.
Была обнаружена связь между скоростью чтения и объемом памяти. Быстро читающие, как правило, запоминали больше. При этом соотношение скорости чтения и объема было примерно постоянно, что указывает на то, что испытуемые способны запомнить столько же, сколько они могут произнести за 1.5-2 секунды.
Таким образом, главным результатом эксперимента стало то, что объем кратковременной памяти является постоянным, если измерять его в единицах времени, а не в единицах структуры.

## Ограничения
Эффект длины слова может подавляться. Так, если испытуемые должны были произнести вслух иррелевантные звуки, например, считали от одного до восьми в процессе запоминания слов, то эффект длины слова исчезал.